# Transaction Language 1
TL1 (ang. Transaction Language 1, pol. Język transakcyjny 1) – używany w telekomunikacji protokół zarządzania, nie jest już rozwijany (jest protokołem typu „legacy”). Jest niezależnym od producenta i od technologii językiem MML (Man-Machine Language), i znajduje szerokie zastosowanie w zarządzaniu sieciami optycznymi (SONET) oraz infrastrukturą szerokopasmowego dostępu do sieci w Ameryce Północnej. Jest zdefiniowany w GR-831 przez Bellcore (obecnie Telcordia Technologies).

## Historia
TL1 został stworzony w Bellcore w roku 1984, jako standard komunikacji człowiek-maszyna, z przeznaczeniem do zarządzania elementami sieci dla Regional Bell Operating Companies (RBOC). Bazuje na standardach języków człowiek-maszyna serii Z.300. TL1 został napisany jako standardowy protokół zrozumiały zarówno dla maszyn, jak i człowieka, by zastąpić różne protokoły oparte na kodowaniu ASCII używane przez producentów elementów sieciowych. Jest rozbudowywalny, zatem można włączać w niego komendy właściwe dla urządzeń konkretnej firmy.
Systemy OSS Telcordia, takie jak NMA (Network Monitoring and Analysis), używają TL1 jako protokołu zarządzania elementami EMS – Element management system. To sprawiło, że producenci elementów sieciowych implementowali TL1 w swych urządzeniach.

## Charakterystyka języka TL1

### Komunikaty TL1
Język TL1 składa się z zestawu komunikatów. Są 4 rodzaje komunikatów:
1. Komunikat wejścia – wysyłany przez użytkownika, bądź OSS,
2. Komunikat wyjścia/odpowiedź – komunikat elementu sieciowego, wysyłany w odpowiedzi na wiadomość wejściową,
3. Potwierdzenie – potwierdza otrzymanie komunikatu wejściowego TL1 i jest wysyłane, jeśli odpowiedź będzie opóźniona bardziej, niż o 2 sekundy,
4. Komunikat autonomiczny – zazwyczaj alarm lub zdarzenie, przesyłane jako wiadomość asynchroniczna przez element sieci.

### Struktura komunikatu TL1
Komunikaty TL1 stosują ścisłą strukturę, z którą wszystkie muszą być zgodne, jednak zestaw komend jest rozszerzalny, czyli istnieje możliwość dodawania nowych komend przez producentów.
Oto niektóre ze składników komunikatów:
- Target identifier (TID) – identyfikator celu i Source identifier (SID) – identyfikator źródła; TID/SID to jednoznaczne nazwy każdego z elementów sieciowych. TID oznacza element sieciowy, do którego ma być przekazany komunikat, zaś SID oznacza źródło komunikatu autonomicznego.
- Access identifier (AID) – identyfikator dostępu oznacza jednostkę wewnątrz elementu sieciowego.
- Correlation tag (CTAG) – tag korelacji i Autonomous correlation tag (ATAG) – autonomiczny tag korelacji; są numerami używanymi do korelowania komunikatów

#### Komunikat wejściowy TL1
Przykład:
```
ENT-USER-SECU:MyNE:sridev:10::password;
```

Struktura:
| Kod komendy | Kod komendy | Kod komendy | Staging block | Staging block | Staging block | Staging block | Payload block |
| ----------- | ----------- | ----------- | ------------- | ------------- | ------------- | ------------- | ------------- |
| Verb        | parametr1   | parametr2   | TID           | AID           | CTAG          | Blok ogólny   | Blok danych   |
| ENT         | USER        | SECU        | MyNE          | sridev        | 10            |               | password      |

#### Komunikat wyjściowy TL1
Przykład:
```
MyNE 04-08-14 09:12:04
M 101 COMPLD
"UID=sridev:CID=CRAFT,UAP=1:"
;
```

Struktura:
| Nagłówek odpowiedzi | Nagłówek odpowiedzi | Nagłówek odpowiedzi | Id odpowiedzi | Id odpowiedzi | Id odpowiedzi   | Blok odpowiedzi               | Terminatory |
| ------------------- | ------------------- | ------------------- | ------------- | ------------- | --------------- | ----------------------------- | ----------- |
| SID                 | Data                | Czas                | M             | CTAG          | Completion code |                               |             |
| MyNE                | 04-08-14            | 09:12:04            | M             | 101           | COMPLD          | "UID=sridev:CID=CRAFT,UAP=1:" | ;           |

#### Potwierdzenie TL1
Przykład:
```
OK 101
-
>
```

Struktura:
| Kod Potwierdzenia | CTAG | Terminator |
| OK                | 101  | >          |

#### Komunikat autonomiczny TL1
Przykład:
```
MyNE 04-08-14 09:12:04
A 1 REPT EVT SESSION
"root:NO,"
;

```

Struktura:
| Nagłówek Auto | Nagłówek Auto | Nagłówek Auto | ID Auto    | ID Auto | ID Auto          | Blok Auto | Terminatory |
| ------------- | ------------- | ------------- | ---------- | ------- | ---------------- | --------- | ----------- |
| SID           | Data          | Czas          | Kod Alarmu | ATAG    | Verb             |           |             |
| MyNE          | 04-08-14      | 09:12:04      | A          | 101     | REPT EVT SESSION |           |             |